# Фокс, Хейден
Хейден Вернон Фокс (англ. Hayden Vernon Foxe; 23 июня 1977, Сидней, Австралия) — австралийский футболист, выступавший на позиции защитника. Известен по выступлениям за клубы «Портсмут», «Сидней» и сборную Австралии. Участник Олимпийских игр 1996 и 2000 годов. В настоящее время — футбольный тренер.

## Клубная карьера
Фокс — воспитанник академии амстердамского «Аякса». В 1997 году он начал профессиональную карьеру в немецкой «Армении», но уже через год перешёл в японский «Санфречче Хиросима». В 2000 году после домашней Олимпиады Хейден получил приглашение от английского «Вест Хэм Юнайтед». Для получения игровой практики он был отдан в краткосрочную аренду в бельгийский «Мехелен». После возвращения из аренды он потерял место в основе «молотобойцев», так как тренер Гарри Реднапп, который его приглашал, покинул команду.
В 2002 году Фокс перешёл в «Портсмут», который возглавил Реднапп. Сумма трансфера составила 400 тыс. фунтов. Хейден стал одним из лидеров «помпи» и помог новой команде выйти в Премьер-лигу. В 2005 году новый тренер команды Ален Перрен не стал продлевать контракт с Фоксом, и Хейден покинул клуб.
В августе 2006 года он подписал пятимесячный контракт с «Лидс Юнайтед». После его окончания Фокс вернулся в Австралию, где стал футболистом «Перт Глори». В начале сезона он получил травму колена, которая оставила его вне игры на продолжительный срок. В 2010 году Хейден перешёл в «Сидней». 10 февраля в матче против своего бывшего клуба «Перт Глори» он дебютировал за новую команду. В составе «Сиднея» Хейден выиграл А-лигу. В 2011 году Фокс завершил карьеру.

## Международная карьера
В 1997 году Фокс в составе юношеской сборной Австралии принял участие в юношеском чемпионате мира в Японии. В 1997 году Хейден выступал на молодёжном чемпионате мира в Малайзии.
В 1996 году в составе олимпийской сборной он принял участие в Олимпийских играх в Атланте. На турнире Хейден был запасным и на поле так и не вышел. В сентябре 1998 году Фокс дебютировал за сборную Австралии.
В 2000 году Хейден во второй раз принял участие в Олимпийских играх, которые проходил в его родном Сиднее. На турнире он сыграл в матчах против команд Италии, Нигерии и Гондураса. В поединке против нигерийцев Хейден забил гол.
14 апреля 2001 году в матче отборочного турнира чемпионата мира 2002 против сборной Фиджи Фокс забил свой первый гол за национальную команду. В том же году Хейден принял участие в Кубке конфедераций. На турнире в Японии и Южной Корее он сыграл в матче против хозяев, команды Южной Кореи.

### Голы за сборную Австралии
| # | Дата           | Место                               | Противник | Счёт | Результат | Соревнование                       |
| - | -------------- | ----------------------------------- | --------- | ---- | --------- | ---------------------------------- |
| 1 | 14 апреля 2001 | Кофс-Харбор, Кофс-Харбор, Австралия | Фиджи     | 0:2  | 0:2       | Чемпионат мира 2002 (квалификация) |
| 2 | 16 апреля 2001 | Кофс-Харбор, Кофс-Харбор, Австралия | Самоа     | 3:0  | 11:0      | Чемпионат мира 2002 (квалификация) |

## Достижения
Командные
«Сидней»
- Чемпион Австралии — 2009/2010

Международные
Австралия
- Кубок конфедераций — 2001 — 3-е место